# Sumpfschrecke
Die Sumpfschrecke (Stethophyma grossum, Syn.: Mecostethus grossus) ist eine Kurzfühlerschrecke aus der Familie der Feldheuschrecken (Acrididae).

## Beschreibung
Die Sumpfschrecke wird 16–35 mm lang. Sie ist meist olivgrün bis dunkelbraun. Bei Weibchen tritt manchmal eine purpurrote, gescheckte Färbung auf. Die Färbung variiert teilweise beträchtlich. Die Vorderflügel haben am Unterrand einen gelben Streifen und die Hinterschenkel sind auf der Unterseite rot-orange gefärbt. Die Hinterknie sind meist auffällig schwarz gefärbt. Auf den Hinterschienen befindet sich eine Reihe schwarzer Dornen. Sumpfschrecken zirpen nicht wie andere Heuschrecken, sondern sie erzeugen weithin hörbare Knipslaute. Dazu hebt die Sumpfschrecke ihr Hinterbein und schleudert dieses nach hinten. Die am Hinterbein sitzenden Enddornen werden dabei ruckartig über den Flügel gezogen. Dieses Geräusch  wiederholt sie meist in größeren Abständen. Die Weibchen singen selten.
Die ausgewachsenen Tiere sind, nachdem sie fünf Larvenstadien durchlaufen haben, zwischen Juli und Oktober zu beobachten. Die erwachsenen Sumpfschrecken werden aber nur maximal 53 Tage alt. Die Larven haben den höchsten Feuchtigkeitsanspruch aller europäischen Arten. Sumpfschrecken ernähren sich von Süß- und Riedgräsern.

## Lebensraum
Die Sumpfschrecke bevorzugt Feucht- und Nasswiesen, die entweder als Wiese oder Weide genutzt werden. Die Eiablage erfolgt im Sommer in den Oberboden. Da die Eier nicht gut gegen Austrocknung geschützt sind, ist eine ausreichende Durchfeuchtung des Bodens bis zum nächsten Sommer von großer Bedeutung. Die Art kann aufgrund ihrer guten Flugfähigkeit neue Standorte im Bereich von einigen hundert Metern neu besiedeln. Die Sumpfheuschrecke ist auf Feuchtgebiete angewiesen und war einst weit verbreitet und häufig. Durch die Trockenlegung von Überschwemmungsgebieten und die intensive Nutzung ehemaliger Nasswiesen ist die Art mittlerweile sehr selten geworden.

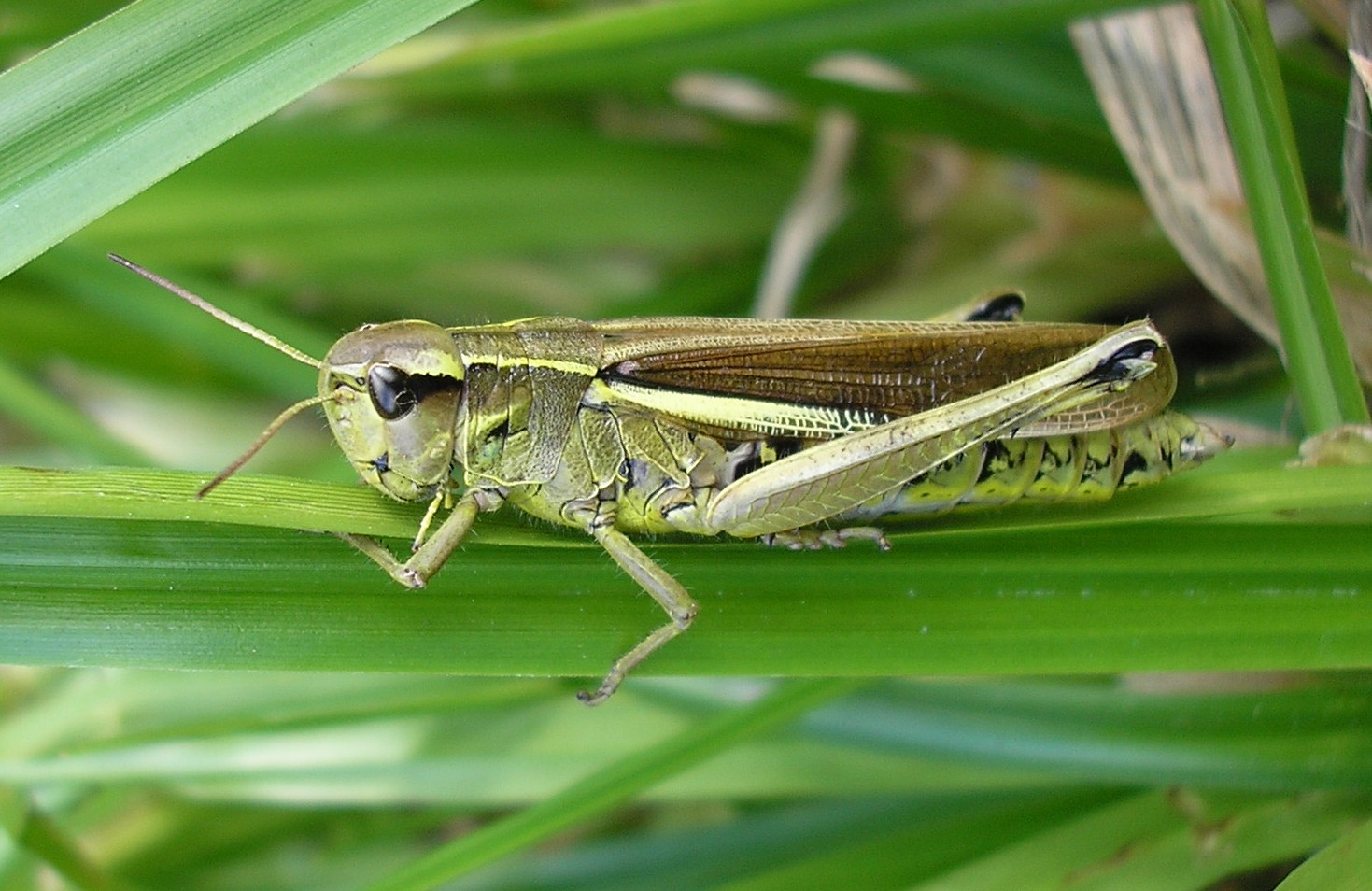
Weibchen
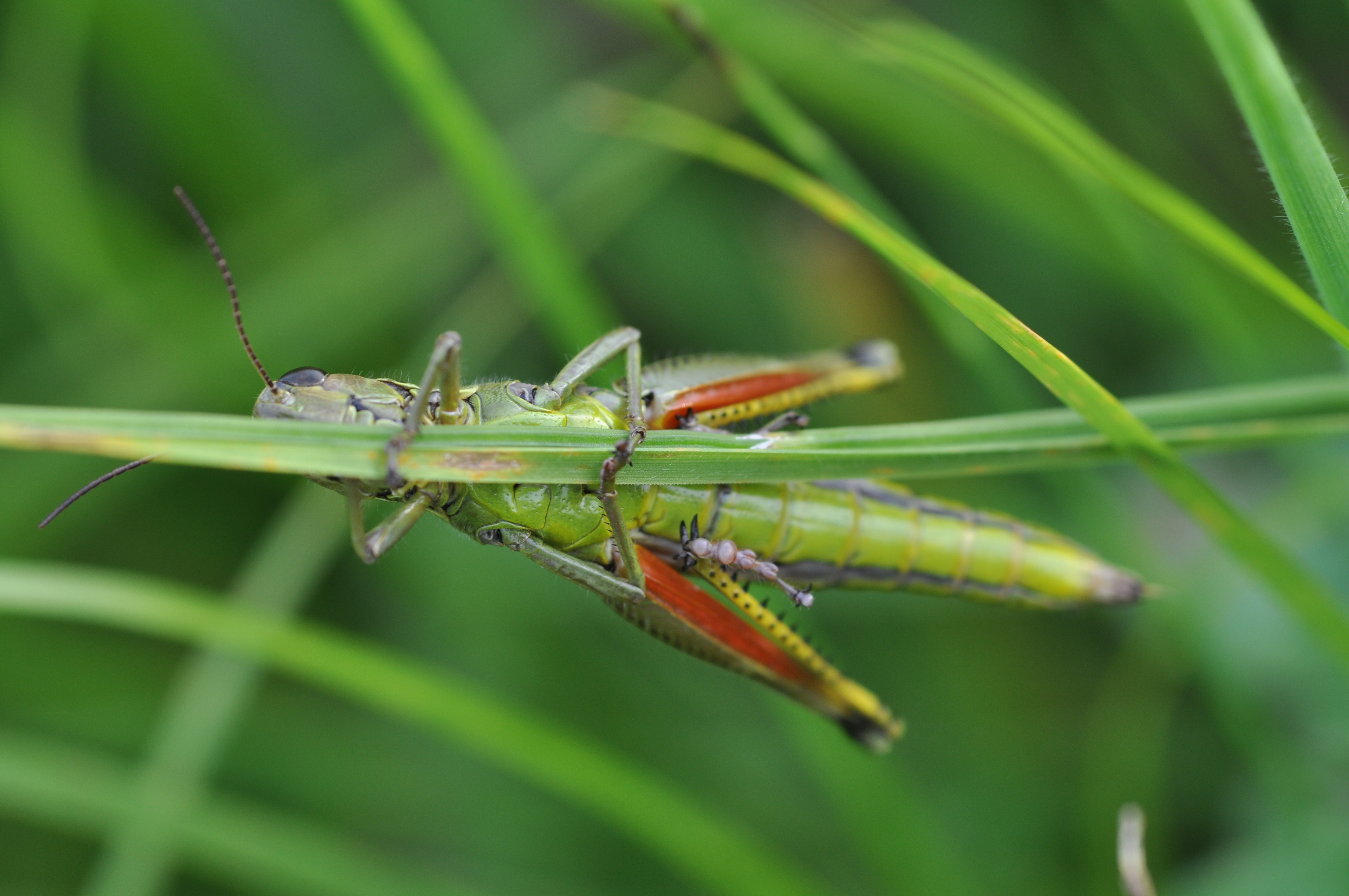
Weibchen Bauchseite
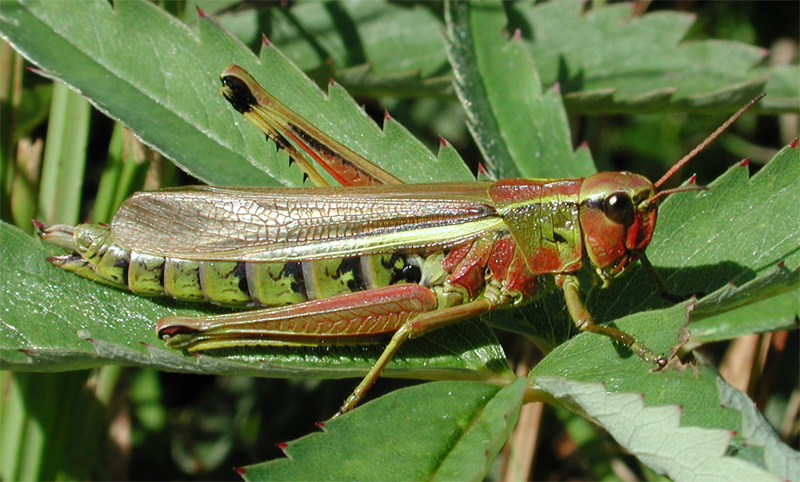
Weibchen, rötliche Farbvariante
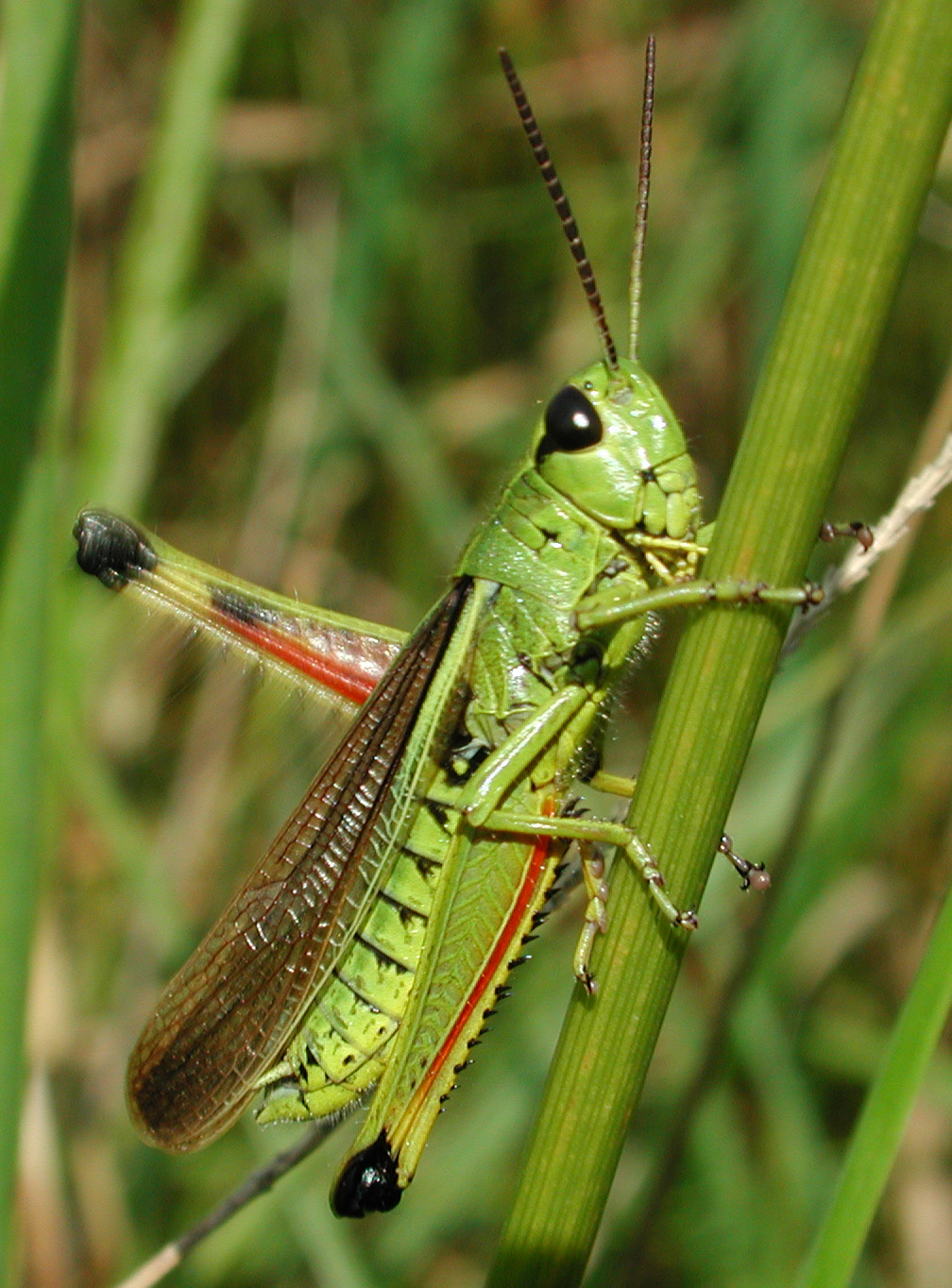
Klickendes Männchen